# Testa di bronzo di Ife
La Testa di bronzo di Ife è uno dei diciotto oggetti che furono scoperti nel 1938 a Ife in Nigeria, centro religioso ed antica capitale del regno del popolo yoruba. Si crede che rappresenti un re. Fu realizzata probabilmente nel XII secolo d.C., prima che avesse luogo qualsiasi contatto europeo con la popolazione locale. Il realismo e la sofisticata fattura degli oggetti sfidarono al tempo le concezioni occidentali sull'arte africana. Un anno dopo la sua scoperta, la Testa di Ife fu portata al British Museum.

## Descrizione
La testa è fatta di bronzo (una lega di rame e stagno) usando la tecnica a cera persa ed è approssimativamente tre quarti della grandezza naturale, misurando un'altezza di 35 cm. L'artista raffigurò la testa con uno stile molto naturalistico. Il volto è coperto di striature incise, ma le labbra sono prive di segni. L'ornamento del capo suggerisce una corona di fattura complessa, composta da diversi strati di perline di forma tubolare e di ciocche di capelli. Questa decorazione è tipica delle teste di bronzo di Ife. La corona è sormontata da una cresta, con una rosetta e una penna che è ora leggermente piegata da un lato. La superficie della corona presenta residui di pittura sia rossa che nera. La resa realistica delle sculture della Ife medievale è eccezionale nell'arte africana sub-sahariana, ed inizialmente fu considerata la più antica manifestazione di una tradizione che continuava nell'arte yoruba, nella prima arte del Benin e in altre opere. Uno scavo ad Igbo-Ukwu nel 1959 fornì le prove scientifiche di un'affermata cultura della lavorazione dei metalli e portò alla luce manufatti di bronzo che possono essere datati al IX o X secolo.

## Scoperta
La Testa di Ife fu rinvenuta casualmente nel 1938 presso la zona recintata di Wunmonije, a Ife, durante alcuni lavori edili. Fu ritrovata fra altre sedici teste di   ottone e di bronzo e la metà superiore di una figura di ottone. La maggior parte degli oggetti ritrovati nella zona recintata di Wunmonije e nelle aree limitrofe finirono nel Museo Nazionale di Ife, ma alcuni pezzi lasciarono la Nigeria e sono ora nelle collezioni di importanti musei. La Testa di Ife del British Museum fu acquistata dal direttore del Daily Times of Nigeria, e trovò infine la via del National Art Collections Fund, che la donò al museo in 1939.
La scoperta delle sculture fece da sprone perché il governo britannico controllasse l'esportazione di antichità dalla Nigeria. Prima che questo fosse fatto, questa testa arrivò a Londra via Parigi e altre due furono mandate in America. I tentativi di impedire ulteriori esportazioni, promossi da Leo Frobenius, furono finalmente coronati da successo nel 1938, quando fu emanata una specifica legislazione dalle autorità coloniali. Frobenius (1873-1938) fu un etnologo e archeologo tedesco, uno dei primi studiosi europei a nutrire un serio interesse per l'arte africana, specialmente quella degli Yoruba.

## Ife

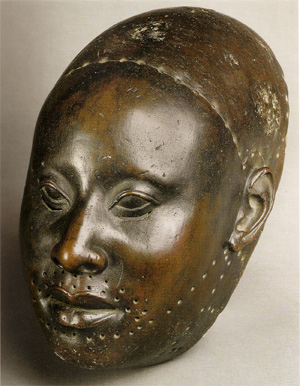
Un'altra testa di bronzo di Ife, più piccola

Si pensa che la testa di Ife sia il ritratto di uno dei sovrani locali, conosciuti come Ooni od Oni. La società yoruba sulla quale regnò si era sviluppata nell'800 d.C. Questo periodo fu un'era di prosperità per la civiltà yoruba, che si basava sul commercio con i popoli dell'Africa occidentale attraverso il fiume Niger. Ife è considerata dagli Yoruba come il luogo dove le loro divinità crearono gli esseri umani.
Queste teste di bronzo sono la prova di ulteriori scambi, perché c'era pochissimo rame in Nigeria e nel resto dell'Africa occidentale. Si pensa infatti che il rame giungesse dall'Europa centrale, dalla Mauritania nord-occidentale, dall'Impero bizantino o dal Marocco meridionale. Il commercio di rame potrebbe aver condotto all'importazione della tecnica della fusione a cera persa.
Le fusioni in bronzo potrebbero essere state modellate su sculture contemporanee in terracotta. Una lunga tradizione di sculture di terracotta con caratteristiche simili esisteva nella cultura locale, anteriormente alla data di creazione di queste sculture di metallo. L'avorio era un altro materiale usato frequentemente nell'arte africana.

## Impatto sulla storia dell'arte
Quando le teste di Ife apparvero per la prima volta nel mondo occidentale nella prima metà del XX secolo, molti esperti le paragonarono alle più alte realizzazioni dell'antica arte romana o greca. Quando Leo Frobenius scoprì il primo esempio di una testa simile, essa mise in crisi la conoscenza occidentale esistente dell'arte africana. Gli esperti non riuscivano a credere che l'Africa avesse mai avuto una civiltà capace di creare manufatti di questa qualità. Tentando di spiegare ciò che si riteneva un'anomalia, Frobenius offrì la sua teoria che questi manufatti fossero stati fusi da una colonia di antichi Greci insediatasi nel XIII secolo a.C. Egli fece un'affermazione, ampiamente diffusa nella stampa popolare, che l'antica colonia greca da lui ipotizzata potesse essere l'origine dell'antica leggenda della civiltà perduta di Atlantide.
È ormai riconosciuto che queste statue rappresentano una tradizione africana indigena, che raggiunse un livello eccezionalmente elevato di realismo e di raffinatezza.